# Université Athabasca
Pour les articles homonymes, voir Athabasca.
L'Université d'Athabasca (en anglais, Athabasca University) est une université située à Athabasca, en Alberta au Canada. Elle est spécialisée dans la formation à distance. Des cours sont offerts en anglais et en français. 
L'université est principalement populaire auprès des étrangers, des personnes handicapés, des personnes monoparentales, des membres des forces armées canadiennes, des athlètes et des personnes à qui il ne manque qu'un cours ou deux afin de poursuivre des études supérieures. Aucun diplôme d'études secondaires n'est nécessaire ; cependant, l'âge minimal pour l'admission est de seize ans.

## Historique
Créé par le gouvernement albertin en 1970, l'Université d'Athabasca fut créée alors qu'une quatrième université traditionnelle ne pouvait être justifiée dans la province. Un projet pilote fut développé et mis en place en 1972, afin de voir si la population serait intéressée par ce nouveau type d'apprentissage. Vu son succès, l'université a reçu son statut permanent en 1978. L'université compte également des campus secondaires à Calgary et à Edmonton.

## Formation à distance
L'Université d'Athabasca est un leader en formation à distance et plus particulièrement en formation en ligne: son site Internet est spécialement adapté à cet effet .
L'université compte deux grandes méthodes de formation: les études individualisées et les groupes d'études.
Les études individualisées : les étudiants se procurent les recueils de textes, les logiciels informatiques et le matériel vidéo nécessaire. Un horaire recommandé est donné pour chaque cours. Les étudiants ont un maximum de 6 mois pour finir leur cours, 4 s'ils ont reçu des bourses. Les cours débutent au début de chaque mois.
Les groupes d'études : offerts principalement aux étudiants vivant en Alberta, cette méthode permet aux étudiants d'un même cours de se regrouper et d'étudier un peu à la manière d'une université traditionnelle. Les cours débutent en septembre et en janvier et les étudiants ont un maximum de 4 mois pour compléter leurs cours.

## Portrait académique

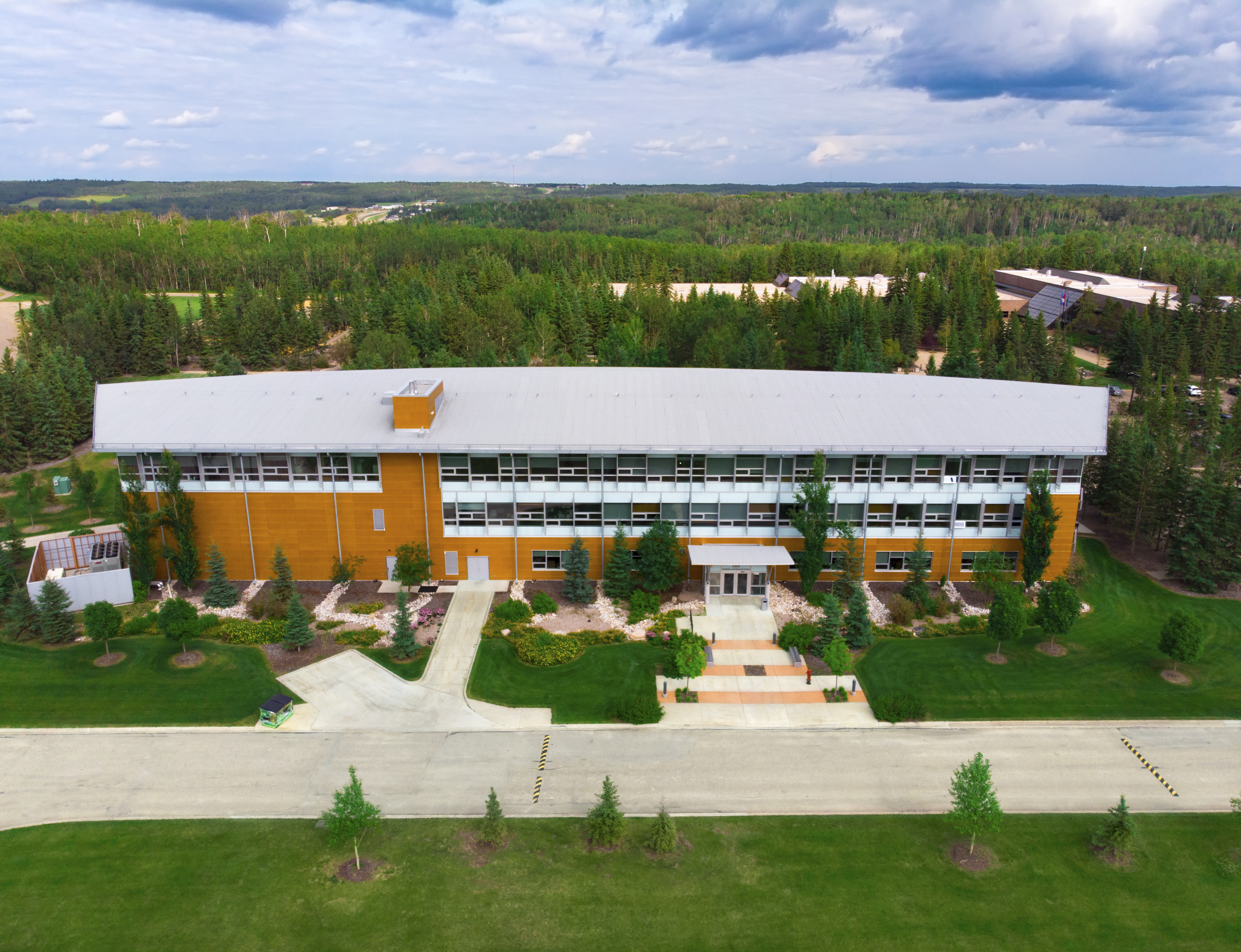
Athabasca University Academic Research Centre

L'Université d'Athabasca compte environ 42 000 étudiants par an, dont 50 % ont entre 25 et 44 ans. En 2004, le programme MBA de l'université d'Athabasca fut le seul donné entièrement en ligne à être classé parmi les 75 meilleurs par le Financial Times. L'Université est également la seule université canadienne à être accréditée aux États-Unis par la Commission de l'éducation supérieure (Commission on Higher Education of the Middle States Association of Colleges and Schools).
L'Université offre plusieurs programmes dont administration, arts, commerce, soins infirmiers et science. Elle compte également plusieurs centres de recherche.

## Diplômés notables
- Paul Boutilier, ancien joueur de la LNH (Islanders de New York)
- Lois Hole, ancien lieutenant gouverneur de l'Alberta
- Ralph Klein, ancien premier ministre de l'Alberta
- Beckie Scott, médaillée olympique